# Shadows and Light
Albums de Joni Mitchell
Mingus
(1979) Wild Things Run Fast
(1982)
Shadows and Light est un double album live de Joni Mitchell, enregistré au Santa Barbara Bowl en septembre 1979 et sorti en septembre 1980.
L'album s'est classé 38e au Billboard 200.
Le film du concert a aussi été publié en VHS et DVD.

## Liste des titres
Toutes les chansons sont écrites et composées par Joni Mitchell, sauf mention contraire.
| 1. | Introduction                       |                               | 1:51 |
| 2. | In France They Kiss on Main Street |                               | 4:14 |
| 3. | Edith and the Kingpin              |                               | 4:10 |
| 4. | Coyote                             |                               | 4:58 |
| 5. | Goodbye Pork Pie Hat               | Charles Mingus, Joni Mitchell | 6:02 |

| 1. | The Dry Cleaner from Des Moines | Mitchell, Charles Mingus | 4:37 |
| 2. | Amelia                          |                          | 6:40 |
| 3. | Pat's Solo                      | Pat Metheny              | 3:09 |
| 4. | Hejira                          |                          | 7:42 |

| 1. | Black Crow            |           | 3:52 |
| 2. | Don's Solo            | Don Alias | 4:04 |
| 3. | Dreamland             |           | 4:40 |
| 4. | Free Man in Paris     |           | 3:23 |
| 5. | Band Introduction     |           | 0:52 |
| 6. | Furry Sings the Blues |           | 5:14 |

| 1. | Why Do Fools Fall in Love | Frankie Lymon, Morris Levy | 2:53 |
| 2. | Shadows and Light         |                            | 5:23 |
| 3. | God Must Be a Boogie Man  |                            | 5:02 |
| 4. | Woodstock                 |                            | 5:08 |

| 1.  | Opening                                                  | 1:57 |
| 2.  | In France They Kiss on Main Street                       | 4:08 |
| 3.  | Edith and the King Pin                                   | 4:05 |
| 4.  | Coyote                                                   | 4:57 |
| 5.  | Free Man in Paris                                        | 3:32 |
| 6.  | Goodbye Pork Pie Hat                                     | 5:53 |
| 7.  | Jaco's Solo/The High and Mighty/Third Stone from the Sun | 4:04 |
| 8.  | Dry Cleaner from Des Moines                              | 4:18 |
| 9.  | Amelia                                                   | 6:02 |
| 10. | Pat's Solo                                               | 3:53 |
| 11. | Hejira                                                   | 7:06 |
| 12. | Black Crow                                               | 3:56 |
| 13. | Furry Sings the Blues                                    | 5:35 |
| 14. | Raised on Robbery                                        | 4:23 |
| 15. | Why Do Fools Fall in Love                                | 2:23 |
| 16. | Shadows and Light                                        | 5:27 |

## Personnel
- Joni Mitchell : guitare électrique, chant
- Pat Metheny : guitare solo
- Jaco Pastorius : basse fretless
- Lyle Mays : piano électrique Rhodes, synthétiseur (Oberheim FVS-1)
- Michael Brecker : saxophones
- The Persuasions : chœurs (D1 et D2)
- Don Alias : batterie, percussions